# Rookkaas
Rookkaas is een gesmolten kaas met rooksmaak. Deze smaak krijgt de kaas door roken of het toevoegen van rookaroma. Het resultaat is een worstvormige kaas die meestal in ronde, voorverpakte plakken wordt verkocht. De kaas heeft een bruine korst.